# Alexa Chung
Alexa Chung (nascida em 5 de novembro de 1983, Privett, Hampshire, Inglaterra) é uma apresentadora e modelo britânica. Ela também contribui como editora para a Revista Vogue Britânica.

## Vida
Alexa Chung nasceu em Privett, Hampshire, Inglaterra. Seu pai, Philip, é designer gráfico e possui ascendência chinesa. Sua mãe, Gillian, é uma dona de casa inglesa.  Ela tem dois irmãos mais velhos, Jamie e Dominic e uma irmã mais velha, Natalie.
Frequentou a escola secundária Perins e estudou por um semestre na Faculdade Peter Symonds, Winchester. Foi aceita na King’s College London para o curso de inglês, mas foi escalada por uma agência de modelos antes de começarem as aulas, e decidiu investir na carreira.

## Carreira de Modelo
Chung foi descoberta na barraca da comédia do festival Reading quando tinha 16 anos  e foi contratada pela agência Storm Model Management, com base em Londres. Posou para diversas revistas adolescentes, como a "Elle Girl" e a "CosmoGIRL!" e trabalhou em empresas que incluem Fanta, Sony Ericsson, "Sunsilk", "Urban Outfitters" e "Tampax".. Ela apareceu em clipes de vários artistas, incluindo The Streets, Westlife, Delta Goodrem, "Reuben" e Holly Valance, e fez parte deem um reality show roteirizado, "Shoot Me", pela Fashion TV em 2005. Depois de quatro anos, Chung largou a carreira de modelo com a intenção de começar um curso na área das artes, e investir como jornalista de moda, após se desiludir. Ela desenvolveu uma "imagem de corpo distorcido" e lidou com baixa-auto estima durante seus tempos de modelo.
Depois de se tornar uma personalidade da TV, Chung voltou a posar ocasionalmente como modelo. Em 2008, ela foi o rosto da coleção de verão 2008 da marca australiana Antipodium. Em setembro de 2008, Chung desfilou na passarela para a coleção Primavera/Verão 2009 da marca "Vivienne Westwood Red Label" Spring/Summer 2009 no London Fashion Week. No começo de 2009, estampou a capa da famosa revista britânica "New Look". Chung então entrou para a agência "Select", em Londres, e, em abril de 2009, desfilou a coleção de verão da marca "Wren", juntamente com a amiga Tennessee Thomas. Em julho de 2009, Chung foi transferida para a "Next Model Management" e estampou o jeans DKNY. Chung foi o rosto da campanha Primavera/Verão 2010 da marca sul-coreana "MOGG". Em janeiro de 2010, se tornou a principal modelo da coleção Primavera/Verão 2010 da marca "Pepe Jeans London", e mais tarde retornouo para a campanha Outono/Inverno 2010. Foi anunciada como a primeira celebridade a posar para a Lacoste em junho de 2010, ao aparecer nas campanhas do perfume "Joy of Pink" fragrance. Em janeiro de 2011, posou para a marca de calçados italiana "Superga", marcando o centésimo aniversário da empresa. Em fevereiro de 2012, participou do London Fashion Week, representando a designer Stella McCartney, atuando como assistente ao mágico Hans Klok em várias ilusões, incluindo levitação e ser "partida" ao meio.

## Carreira na TV
Em abril de 2006, a então modelo Alexa Chung foi convidada para apresentar o "Popworld", um programa de música famoso por seu jeito irreverente e constrangedor de realizar entrevistas. Chung e o colega apresentador Alex Zane também apresentaram o programa semanal de rádrio "Popworld radio", em conjunto com o programa de TV.. O último programa foi ao ar em julho de 2007, após o Canal 4 decidir cancelar o programa, que estava no ar havia quase sete anos. Após o cancelamento, Chung assinou um contrato de 100,000 libras de um ano com o canal em agosto de 2007.  Como parte do acordo, ela apresntou o Big Brother’s Big Mouth e apareceu como figurante no programa  "8 out of 10 Cats". Apresentou os especiais "T4 Movie Specials", "T4Music Specials" e "T4 Holiday Mornings", e realizou a cobertura de diversos festivais de música.
Em janeiro de 2008, Chung se tornou uma das 4 principais apresentadoras do canal. Apresentou o "Vanity Lair", um reality show que investiga o conceito de beleza. Ao mencionarem o programa em uma entrevista mais recente, "Chung ergue as sobrancelhas, se mostrando constrangida".  Assim como no T4, ela apresentou o programa matinal de música "Freshly Squeezed" por um longo período, que começou em setembro de 2007. Somado ao contrato com o Canal 4, Chung apresentou a série "Get A Grip" (2007), do  canal ITV1, e "Three's The Wall" (2008), da BBC. Na metade do ano de 2008, Chung passou a apresentar programas mais voltados para a moda. Ela foi a "repórter errante" do programa "Gok's Fashion Fix", do Canal 4. No programa, Chung atestava as mais novas tendências da moda com membros do público, e entrevistou designers como Roberto Cavalli, Karl Lagerfeld, Jean Paul Gaultier, Margherita Missoni e Christian Lacroix. Ela o descreveu como seu "trabalho dos sonhos". Chung também apresentou o programa de moda e música "Frock Me", ao lado do designer Henry Holland. Alexa foi premiada pela Elle Style por melhor apresentadora em 2009. Também em 2009, ela recebeu o prêmio Glamour por melhor apresentadora de TV na cerimônia anual da revista. 
Chung deixou o Canal 4 e o Reino Unido em abril de 2009, buscando uma carreira nos Estados Unidos. Ela apresentou o programa "It's On with Alexa Chung" pela MTV. O programa diário e ao vivo - que substituiu o programa TRL - discutia celebridades, música ao vivo e interagia online com os telespectadores. O programa foi cancelado em dezembro de 2009 . Ela retornou às telas do Reino Unido em abril de 2010 em mais uma rodada da série "Frock Me". Em outubro de 2010, passou a apresentar o "Gonzo with Alexa Chung", um programa britânico informal que antes era apresentado por Zane Lowe, no canal MTV Rocks. Em janeiro de 2011, ela co-apresentou o programa da NBC "2011 Golden Globe Arrivals Special" com Carson Daly e Natalie Morales. O programa ao vivo continha entrevistas com astros de TV e cinema, bem como discussão sobre a moda no tapete vermelho.  Chung apresentou o iTunes Festival em julho de 2011. Sobre o festival, disse: "Gosto de música, gosto de Camden, gosto de Dave Berry. É uma equação simples; iTunes Festival para a ITV2 vai ser uma experiência incrível para todos. Eu estou extremamente animada com a linha que estou tomando e bastante satisfeita em passar julho entrevistando bandas impressionantes. 

## Jornalismo
Alexa escreveu uma coluna mensal para a revista feminina britânica "Company" de outubro de 2007 a junho de 2008. Mais tarde, ela passou a escrever semanalmente em uma coluna de nome "Girl About Town" para o jornal "The Independent", de novembro de 2008 até junho de 2009. Mais tarde a coluna mudou o nome para "New York Doll". Em junho de 2009, foi nomeada como editora contribuinte pela Vogue britânica, e entrevistou designers como Karl Lagerfeld e Christopher Kane para a publicação.

## Estilo
Alexa Chung é considerada musa por muitos designers devido ao seu estilo pessoal distinto. Ela aparece frequentemente na lista dos mais bem vestidos, é capa regular da Vogue, Elle e Harper's Bazaar, e é muitas vezes vista na primeira fila dos desfiles. Em 2009, a empresa de malas "Mulberry" criou uma bolsa nomeada e inspirada em Chung, chamando-a de "Alexa". Em fevereiro de 2010, Chung se juntou a J.Crew's Madewell para criar uma linha de roupas femininas, que foi revelada no New York Fashion Week. Ela etrabalhou com Madewell mais uma vez para uma segunda coleção, lançada em 22 de setembro de 2011.
Anna Wintour (Vogue) descreve Alexa como "um fenômeno", enquanto o New York Times a declarou "Kate Moss da nova geração". O designer da empresa Chanel Karl Lagerfeld a descreveu como "bonita e esperta... uma garota moderna". Em dezembro de 2010, Bryan Ferry, em nome do Conselho de Moda Britânico, presenteou Chung com o prêmio de Estilo Britânico, que "reconhece um indivíduo que incorpora o espírito da moda britânica e é embaixadora internacional pelo Reino Unido como líder criativa da moda" em uma cerimônia no Teatro Savoy, em Londres. Durante o British Fashion Awards 2011, Chung venceu o prêmio de Estilo Britânico, escolhida pelo público.

## Vida Pessoal
Chung morou com o fotógrafo de moda David Titlow (nascido em 10 de setembro de 1963), vinte anos mais velho do que ela, por três anos e meio até sua separação em 2006. Após o término desse namoro, ela saiu brevemente com o vocalista da banda Lostprophets, Ian Watkins; e com o tecladista da banda Klaxons, James Righton. Ela namorou o vocalista da banda The Horrors, Faris Badwan entre o final de 2006 e o começo de 2007. Chung começou um relacionamento com o músico Alex Turner, da banda Arctic Monkeys em abril de 2007. O casal terminou em junho de 2011. Em 2015, começou a namorar o ator Alexander Skarsgård, conhecido por seus papeis em True Blood e A Lenda de Tarzan.